# Shohreh Aghdashloo
Shohreh Aghdashloo (født 11. maj 1952 i Teheran i Iran som Shohreh Vaziri-Tabar ) er en iransk/amerikansk skuespiller.

## Karriere
I 1970'erne i 20-årsalderen opnåede hun landsstjernestatus i sit hjemland i Iran med hovedroller i nogle fremtrædende film, ikke mindst Gozaresh (1977), der blev instrueret af den berømte Abbas Kiarostami, og som vandt kritikerprisen ved filmfestivalen i Moskva.
I 1978 vandt hun bredere anerkendelse og etablerede sig som en af Irans førende kvindelige skuespillere med filmen Sooteh-Delan (1978), instrueret af den afdøde Ali Hatami.
Under den iranske revolution i 1979 udvandrede Aghdashloo fra Iran til England for at fuldføre sin uddannelse. Hendes interesse for politik og hendes optagethed af social uretfærdighed i verden førte til, at hun tog en bachelorgrad i Internationale Studier.
Hun fortsatte med at forfølge sin skuespilkarriere, som til sidst bragte hende til Los Angeles i Californien i 1987. Hun giftede sig for anden gang (efter skilsmissen fra Aidin Aghdashoo, en berømt iransk kunstmaler) med skuespiller og manuskriptforfatter Houshang Touzie, og har siden spillet i en række af hans skuespil på nationale og internationale scener.
Men det var ikke nemt at få arbejde i Hollywood for Shohreh som en mellemøstlig skuespillerinde med en accent; hun havde roller i nogle anstændige, men ikke store film, herunder Twenty Bucks (1993), Surviving Paradise (2000) og Maryam (2002).
Hun modtog gode anmeldelser for sin medvirken i 12 episoder i den fjerde sæson af Fox Broadcasting Company's tv-serie 24 (2001) som Dina Araz, en terrorist som er undercover som en velhavende husmor og mor i Los Angeles.
Hun måtte vente nogen tid på sit gennembrud i Hollywood. Og endelig, mange år efter at have læst den anerkendte roman House of Sand and Fog, var DreamWorks i færd med at bringe historien til filmlærred.
Efter at have castet Ben Kingsley (som Massoud Amir Behrani) og Jennifer Connelly i hovedrollerne, søgte de en relativt ukendt iransk skuespillerinde til at spille Kingsleys kone Nadi.
Shohreh Aghdashloo stjal rampelyset og blev nomineret til en Oscar for bedste kvindelige birolle samt mange andre prestigefyldte priser, herunder en Independent Spirit Award som den bedste kvindelige birolle i en spillefilm, New Yorks og Los Angeles' filmkritikeres pris og flere andre.